# Mamapacha Fluctus
Mamapacha Fluctus is een lavastroom op de planeet Venus. Mamapacha Fluctus werd in 1997 genoemd naar Mama Pacha, een Inca-godin.
De fluctus heeft een lengte van 900 kilometer en bevindt zich in de quadrangles Atalanta Planitia (V-4) en Pandrosos Dorsa (V-5).